# Reuden
Reuden est une ancienne municipalité de l’arrondissement d'Anhalt-Bitterfeld en Saxe-Anhalt en Allemagne. Elle est intégrée dans la ville de Zerbst depuis 2007.